# IPMV
TATA Kestrel, также известный как IPMV (Infantry Protected Mobility Vehicle), представляет собой семейство бронетранспортёров, разработанное компанией Tata Advanced Systems и Организацией оборонных исследований и разработок (DRDO). Он был разработан для замены советских БМП-1, БМП-2 и БТР, стоящих на вооружении индийской армии.

## История
Индийская армия в настоящее время располагает большим парком БМП-1, БМП-2 и различных типов БТР советского производства. Со временем эти машины приходят в негодность и неспособны решать задачи современной войны. Tata Motors и DRDO разработали бронетранспортёр Kestrel в сотрудничестве с Supacat для удовлетворения потребностей армии.
Впервые бронетранспортёр был показан на выставке Defexpo 2014, вместе с башней Kongsberg PROTECTOR MCT-30R и боевым модулем M151 RWS, оснащённый ПТРК Javelin.
В октябре 2019 года министерство обороны Индии разрешило производство и экспорт Tata Kestrel в дружественные страны. Индийская армия планирует приобрести до 200 машин.

### История применения
Поскольку напряжённость в отношениях между Индией и Китаем из-за де-факто линии фактического контроля продолжает нарастать, DRDO-TATA Kestrel (WhAP) были доставлены в Ладакхе для прохождения испытаний в холодной погоде. Первая партия WhAP была принята на вооружение 12 апреля 2022 года.
WhAP также доставляется в Центральную резервную полицию.

## Конструкция
Разработка бронемашин WhAP с колёсной формулой 8×8 была начата в качестве общей платформы для различных типов транспортных средств, таких как бронетранспортёр, боевая машина пехоты, лёгкий колёсный танк, командно-штабная машина, санитарная машина, самоходный миномёт, машина РХБЗ на базе шасси Kestrel.
Kestrel был разработан для современных боевых действий с учётом живучести экипажа, защиты от огня стрелкового оружия, мобильности и защиты от скрытых взрывных устройств. Броня состоит из композитных материалов, а также из сварной стали. Дополнительный комплект брони может применяться в зонах интенсивного обстрела. Днище дополнительно усилено для защиты от мин и подобных взрывчатых веществ. Сиденья прикреплены к крыше для улучшенной защиты от взрыва. Топливные баки вынесены за пределы десантного отделения для дополнительной безопасности.
Колёсная формула 8х8 установлена на гидропневматической подвеске на двойных поперечных рычагах. Все колёса имеют возможность спуска, что позволяет автомобилю двигаться даже после проколов. Осей четыре. Две передние оси являются управляемыми и обеспечивают радиус поворота автомобиля 19 метров. Все шины в стандартной комплектации оснащены функцией Run-Flat и системой контроля давления воздуха. «Кестрел» может плавать и приводится в движение двумя водометными двигателями, установленными на корпусе машины . Это должно позволять развивать скорость на воде не более 10 км/ч.
Лобовая пластина очень неглубокая, а топливный бак установлен снаружи машины для повышения живучести. Стандартный оперативный расчёт из двух человек, включая механика-водителя и командира. Всего на «Кестреле» могут перевозиться двенадцать человек: десять солдат и два члена экипажа. Установлены противовзрывные сиденья, поглощающие любые удары и вторичные удары, уменьшающие травмы головного и спинного мозга. Кресла оснащены демпфирующим механизмом, защищающим пассажиров от подрывов на минах. Сиденья расположены спиной к спине, поэтому есть возможность установки амбразур и открытия створок. Основное вооружение «Кестрела» установлено в башне, которая, как было объявлено ранее, оснащена пулеметом и спаренным пулеметом.

### Вооружение
В штатную турельную установку на крыше можно установить дистанционно управляемый боевой модуль Kongsberg Protector MCT-30R(RWS), оснащённый 30-мм автопушкой. Его эффективная дальность составляет 3000 м. Также установлен спаренный 7,62-мм пулемёт.
Также можно установить боевой модуль с 12,7-мм пулемётом или 40-мм автоматическим гранатомётом. Также имеется возможность добавления до двух пусковых установок ПТУР. Так, машина способна противостоять пехоте противника, легкой бронетехнике и даже основным боевым танкам.
На выставке Defexpo 2016 года был замечен Kestrel, оснащённый башней от БМП-2. Он известен как WhAP (Wheeled Amphibious Platform).

## Варианты
Запланированны варианты санитарной, разведывательной, командно-штабной и инженерной машины.

## Операторы
Индия
- Индийская армия[11]
- Центральная резервная полиция[12]